# Mistrzostwa Świata w Amp Futbolu 2022
Mistrzostwa Świata w Amp Futbolu 2022 – szósta oficjalna (siedemnasta wliczając turnieje nieoficjalne) edycja ampfutbolowych mistrzostw świata, która odbędzie się w Turcji w dniach 1-9 października 2022. Tytułu sprzed czterech lat broni reprezentacja Angoli.

## Uczestnicy

### Zakwalifikowane drużyny
Do mistrzostw zakwalifikowały 24 zespoły z 5 federacji
| Drużyna           | Zakwalifikowany jako                                       | Strefa                      | Ostatni występ | Najlepszy wynik           |
| ----------------- | ---------------------------------------------------------- | --------------------------- | -------------- | ------------------------- |
| Turcja            | gospodarz; Mistrz Europy 2021                              | Europa                      | 2018           | Wicemistrz (2018)         |
| Hiszpania         | Wicemistrz Europy 2021                                     | Europa                      | 2018           | 1/4 finału (2018)         |
| Polska            | III miejsce Mistrzostw Europy 2021                         | Europa                      | 2018           | IV miejsce (2014)         |
| Rosja             | czwarty zespół Mistrzostw Europy 2021                      | Europa                      | 2018           | Mistrz (2014)             |
| Anglia            | piąty zespół Mistrzostw Europy 2021                        | Europa                      | 2018           | V miejsce (2007, 2012)    |
| Francja           | szósty zespół Mistrzostw Europy 2021                       | Europa                      | 2018           | 1/8 finału (2018)         |
| Irlandia          | siódmy zespół Mistrzostw Europy 2021                       | Europa                      | 2018           | 1/8 finału (2018)         |
| Włochy            | ósmy zespół Mistrzostw Europy 2021                         | Europa                      | 2018           | 1/8 finału (2014, 2018)   |
| Niemcy            | dziewiąty zespół Mistrzostw Europy 2021                    | Europa                      | 2014           | faza grupowa (2014)       |
| Ghana             | Mistrz Pucharu Narodów Afryki 2021                         | Afryka                      | 2012           | II faza grupowa (2010)    |
| Liberia           | Wicemistrz Pucharu Narodów Afryki 2021                     | Afryka                      | 2012           | 1/4 finału (2007)         |
| Angola            | III miejsce Pucharu Narodów Afryki 2021                    | Afryka                      | 2018           | Mistrz (2018)             |
| Tanzania          | czwarty zespół Pucharu Narodów Afryki 2021                 | Afryka                      | n/s            | debiutant                 |
| Maroko            | piąty zespół Pucharu Narodów Afryki 2021                   | Afryka                      | n/s            | debiutant                 |
| Iran              | zwycięzca kwalifikacji w Azji Zachodniej 2022              | Azja                        | 2012           | 1/4 finału (2007)         |
| Uzbekistan        | drugi zespół kwalifikacji w Azji Zachodniej 2022           | Azja                        | 2014           | Mistrz (2007, 2010, 2012) |
| Irak              | trzeci zespół kwalifikacji w Azji Zachodniej 2022          | Azja                        | n/s            | debiutant                 |
| Japonia           | zwycięzca kwalifikacji w Azji Wschodniej 2022              | Azja                        | 2018           | 1/8 finału (2014, 2018)   |
| Indonezja         | drugi zespół kwalifikacji w Azji Wschodniej 2022           | Azja                        | n/s            | debiutant                 |
| Haiti             | zwycięzca kwalifikacji w Ameryce Północnej i Środkowej     | Ameryka Północna i Środkowa | 2018           | 1/4 finału (2014)         |
| Stany Zjednoczone | drugi zespół kwalifikacji w Ameryce Północnej i Środkowej  | Ameryka Północna i Środkowa | 2018           | 1/8 finału (2014)         |
| Meksyk            | trzeci zespół kwalifikacji w Ameryce Północnej i Środkowej | Ameryka Północna i Środkowa | 2018           | IV miejsce (2018)         |
| Brazylia          | zwycięzca kwalifikacji w Ameryce Południowej               | Ameryka Południowa          | 2018           | III miejsce (2018)        |
| Urugwaj           | drugi zespół kwalifikacji w Ameryce Południowej            | Ameryka Południowa          | 2018           | faza grupowa (2018)       |
| Argentyna         | trzeci zespół kwalifikacji w Ameryce Południowej           | Ameryka Południowa          | 2018           | Wicemistrz (2010)         |
| Kolumbia          | czwarty zespół kwalifikacji w Ameryce Południowej          | Ameryka Południowa          | 2018           | 1/8 finału (2018)         |

### Podział na koszyki
W turnieju wezmą udział 24 reprezentacje narodowe - zostały one przydzielone do czterech koszyków, z których zostaną rozlosowane do sześciu czterozespołowych grup.
| Koszyk 1                                                | Koszyk 2                                                      | Koszyk 3                                                               | Koszyk 4                                                  |
| ------------------------------------------------------- | ------------------------------------------------------------- | ---------------------------------------------------------------------- | --------------------------------------------------------- |
| - Turcja - Angola - Brazylia - Meksyk - Anglia - Polska | - Hiszpania - Haiti - Japonia - Argentyna - Irlandia - Włochy | - Kolumbia - Francja - Stany Zjednoczone - Urugwaj - Uzbekistan - Iran | - Liberia - Maroko - Indonezja - Irak - Tanzania - Niemcy |

## Faza grupowa
Losowanie odbyło się 30 lipca 2022 w siedzibie Tureckiej Federacji Piłki Nożnej.
O końcowej kolejności drużyn w każdej grupie decydują:
1. Liczba punktów uzyskana przez drużyny we wszystkich meczach grupowych;
2. Bilans bramek uzyskany we wszystkich meczach grupowych;
3. Liczba goli strzelonych przez drużyny we wszystkich meczach grupowych;
4. Liczba punktów uzyskana w meczach między zainteresowanymi drużynami (dla których wcześniejsze kryteria są identyczne);
5. Bilans bramek uzyskany w meczach między zainteresowanymi drużynami;
6. Liczba goli strzelonych w meczach między zainteresowanymi drużynami;
7. Punkty fair play we wszystkich meczach grupowych;
8. Losowanie.

Legenda do tabelek:
- Pkt – liczba punktów
- M – liczba meczów
- W – wygrane
- R – remisy
- P – porażki
- Br+ – bramki zdobyte
- Br− – bramki stracone
- +/− – bilans bramek

Do fazy pucharowej awansują dwie pierwsze drużyny z każdej grupy oraz cztery najlepsze drużyny z trzecich miejsc.

### Grupa A
| Zespół  | Pkt | M | W | R | P | Br+ | Br− | +/− |
| ------- | --- | - | - | - | - | --- | --- | --- |
| Turcja  | 0   | 0 | 0 | 0 | 0 | 0   | 0   | 0   |
| Haiti   | 0   | 0 | 0 | 0 | 0 | 0   | 0   | 0   |
| Francja | 0   | 0 | 0 | 0 | 0 | 0   | 0   | 0   |
| Liberia | 0   | 0 | 0 | 0 | 0 | 0   | 0   | 0   |

| 30 września 2022 19:00 (UTC+03:00) | Turcja · Kemal Güleş 10' · Okan Şahiner 23' · Rahmi Özcan 48' | 3:0(2:0) | Francja · 14' Barthélemy Teuam Koam | Fenerbahçe Şükrü Saracoğlu, Stambuł Sędzia: Paweł Susek |
|                                    |                                                               |          |                                     |                                                         |

| 0 października 2022 00:00 |  | – |  |  |
|                           |  |   |  |  |

| 0 października 2022 00:00 |  | – |  |  |
|                           |  |   |  |  |

| 0 października 2022 00:00 |  | – |  |  |
|                           |  |   |  |  |

| 0 października 2022 00:00 |  | – |  |  |
|                           |  |   |  |  |

| 0 października 2022 00:00 |  | – |  |  |
|                           |  |   |  |  |

### Grupa B
| Zespół   | Pkt | M | W | R | P | Br+ | Br− | +/− |
| -------- | --- | - | - | - | - | --- | --- | --- |
| Meksyk   | 0   | 0 | 0 | 0 | 0 | 0   | 0   | 0   |
| Japonia  | 0   | 0 | 0 | 0 | 0 | 0   | 0   | 0   |
| Kolumbia | 0   | 0 | 0 | 0 | 0 | 0   | 0   | 0   |
| Niemcy   | 0   | 0 | 0 | 0 | 0 | 0   | 0   | 0   |

| 0 października 2022 00:00 |  | – |  |  |
|                           |  |   |  |  |

| 0 października 2022 00:00 |  | – |  |  |
|                           |  |   |  |  |

| 0 października 2022 00:00 |  | – |  |  |
|                           |  |   |  |  |

| 0 października 2022 00:00 |  | – |  |  |
|                           |  |   |  |  |

| 0 października 2022 00:00 |  | – |  |  |
|                           |  |   |  |  |

| 0 października 2022 00:00 |  | – |  |  |
|                           |  |   |  |  |

### Grupa C
| Zespół            | Pkt | M | W | R | P | Br+ | Br− | +/− |
| ----------------- | --- | - | - | - | - | --- | --- | --- |
| Anglia            | 0   | 0 | 0 | 0 | 0 | 0   | 0   | 0   |
| Argentyna         | 0   | 0 | 0 | 0 | 0 | 0   | 0   | 0   |
| Stany Zjednoczone | 0   | 0 | 0 | 0 | 0 | 0   | 0   | 0   |
| Indonezja         | 0   | 0 | 0 | 0 | 0 | 0   | 0   | 0   |

| 0 października 2022 00:00 |  | – |  |  |
|                           |  |   |  |  |

| 0 października 2022 00:00 |  | – |  |  |
|                           |  |   |  |  |

| 0 października 2022 00:00 |  | – |  |  |
|                           |  |   |  |  |

| 0 października 2022 00:00 |  | – |  |  |
|                           |  |   |  |  |

| 0 października 2022 00:00 |  | – |  |  |
|                           |  |   |  |  |

| 0 października 2022 00:00 |  | – |  |  |
|                           |  |   |  |  |

### Grupa D
| Zespół   | Pkt | M | W | R | P | Br+ | Br− | +/− |
| -------- | --- | - | - | - | - | --- | --- | --- |
| Brazylia | 1   | 0 | 0 | 0 | 0 | 0   | 0   | 0   |
| Irlandia | 0   | 0 | 0 | 0 | 0 | 0   | 0   | 0   |
| Iran     | 0   | 0 | 0 | 0 | 0 | 0   | 0   | 0   |
| Maroko   | 0   | 0 | 0 | 0 | 0 | 0   | 0   | 0   |

| 0 października 2022 00:00 |  | – |  |  |
|                           |  |   |  |  |

| 0 października 2022 00:00 |  | – |  |  |
|                           |  |   |  |  |

| 0 października 2022 00:00 |  | – |  |  |
|                           |  |   |  |  |

| 0 października 2022 00:00 |  | – |  |  |
|                           |  |   |  |  |

| 0 października 2022 00:00 |  | – |  |  |
|                           |  |   |  |  |

| 0 października 2022 00:00 |  | – |  |  |
|                           |  |   |  |  |

### Grupa E
| Zespół     | Pkt | M | W | R | P | Br+ | Br− | +/− |
| ---------- | --- | - | - | - | - | --- | --- | --- |
| Polska     | 0   | 0 | 0 | 0 | 0 | 0   | 0   | 0   |
| Hiszpania  | 0   | 0 | 0 | 0 | 0 | 0   | 0   | 0   |
| Uzbekistan | 0   | 0 | 0 | 0 | 0 | 0   | 0   | 0   |
| Tanzania   | 0   | 0 | 0 | 0 | 0 | 0   | 0   | 0   |

| 1 października 2022 12:00 (UTC+03:00) | Polska · Bartosz Łastowski 8' · Bartosz Łastowski 9' | 1:3(1:1) | Uzbekistan · 10' Khaydarali Tursunboev · 35' Kudrat Khudoykulov · 48' Aziz Abdurakhmanov · 46' Aziz Abdurakhmanov | Hasan Doğan Millî Takımlar Kamp ve Eğitim Tesisleri 3A, Riva Sędzia: Gökhan Candan |
|                                       |                                                      |          | |                                                                                    |

| 0 października 2022 00:00 |  | – |  |  |
|                           |  |   |  |  |

| 0 października 2022 00:00 |  | – |  |  |
|                           |  |   |  |  |

| 0 października 2022 00:00 |  | – |  |  |
|                           |  |   |  |  |

| 0 października 2022 00:00 |  | – |  |  |
|                           |  |   |  |  |

| 0 października 2022 00:00 |  | – |  |  |
|                           |  |   |  |  |

### Grupa F
| Zespół  | Pkt | M | W | R | P | Br+ | Br− | +/− |
| ------- | --- | - | - | - | - | --- | --- | --- |
| Angola  | 0   | 0 | 0 | 0 | 0 | 0   | 0   | 0   |
| Włochy  | 0   | 0 | 0 | 0 | 0 | 0   | 0   | 0   |
| Urugwaj | 0   | 0 | 0 | 0 | 0 | 0   | 0   | 0   |
| Irak    | 0   | 0 | 0 | 0 | 0 | 0   | 0   | 0   |

| 0 października 2022 00:00 |  | – |  |  |
|                           |  |   |  |  |

| 0 października 2022 00:00 |  | – |  |  |
|                           |  |   |  |  |

| 0 października 2022 00:00 |  | – |  |  |
|                           |  |   |  |  |

| 0 października 2022 00:00 |  | – |  |  |
|                           |  |   |  |  |

| 0 października 2022 00:00 |  | – |  |  |
|                           |  |   |  |  |

| 0 października 2022 00:00 |  | – |  |  |
|                           |  |   |  |  |

### Ranking drużyn z trzecich miejsc
| Grupa | Zespół | Pkt | M | W | R | P | Br+ | Br− | +/− |
| ----- | ------ | --- | - | - | - | - | --- | --- | --- |
| A     |        | -   | - | - | - | - | -   | -   | -   |
| B     |        | -   | - | - | - | - | -   | -   | -   |
| C     |        | -   | - | - | - | - | -   | -   | -   |
| D     |        | -   | - | - | - | - | -   | -   | -   |
| E     |        | -   | - | - | - | - | -   | -   | -   |
| F     |        | -   | - | - | - | - | -   | -   | -   |

## Faza pucharowa

### Klucz ustalania par 1/8 finału
W 1/8 finału, gdzie zagrają drużyny z 1. i 2. miejsca z każdej z grup oraz 4 z 6 najlepszych zespołów z 3. miejsc, rozpisano tabele wariantów możliwości doboru rywala w tej fazie turnieju - w zależności z jakich grup wyjdą zespoły z czwartych miejsc taki wariant będzie obowiązywał:
| Drużyny z 3. miejsc zakwalifikowane do 1/8 finału | Drużyny z 3. miejsc zakwalifikowane do 1/8 finału | Drużyny z 3. miejsc zakwalifikowane do 1/8 finału | Drużyny z 3. miejsc zakwalifikowane do 1/8 finału | Drużyny z 3. miejsc zakwalifikowane do 1/8 finału | Drużyny z 3. miejsc zakwalifikowane do 1/8 finału |    | 1B vs | 1C vs | 1E vs | 1F vs |
| ------------------------------------------------- | ------------------------------------------------- | ------------------------------------------------- | ------------------------------------------------- | ------------------------------------------------- | ------------------------------------------------- | -- | ----- | ----- | ----- | ----- |
| A                                                 | B                                                 | C                                                 | D                                                 |                                                   |                                                   | 3A | 3D    | 3B    | 3C    |       |
| A                                                 | B                                                 | C                                                 |                                                   | E                                                 |                                                   | 3A | 3E    | 3B    | 3C    |       |
| A                                                 | B                                                 | C                                                 |                                                   |                                                   | F                                                 | 3A | 3F    | 3B    | 3C    |       |
| A                                                 | B                                                 |                                                   | D                                                 | E                                                 |                                                   | 3D | 3E    | 3A    | 3B    |       |
| A                                                 | B                                                 |                                                   | D                                                 |                                                   | F                                                 | 3D | 3F    | 3A    | 3B    |       |
| A                                                 | B                                                 |                                                   |                                                   | E                                                 | F                                                 | 3E | 3F    | 3B    | 3A    |       |
| A                                                 |                                                   | C                                                 | D                                                 | E                                                 |                                                   | 3E | 3D    | 3C    | 3A    |       |
| A                                                 |                                                   | C                                                 | D                                                 |                                                   | F                                                 | 3F | 3D    | 3C    | 3A    |       |
| A                                                 |                                                   | C                                                 |                                                   | E                                                 | F                                                 | 3E | 3F    | 3C    | 3A    |       |
| A                                                 |                                                   |                                                   | D                                                 | E                                                 | F                                                 | 3E | 3F    | 3D    | 3A    |       |
|                                                   | B                                                 | C                                                 | D                                                 | E                                                 |                                                   | 3E | 3D    | 3B    | 3C    |       |
|                                                   | B                                                 | C                                                 | D                                                 |                                                   | F                                                 | 3F | 3D    | 3C    | 3B    |       |
|                                                   | B                                                 | C                                                 |                                                   | E                                                 | F                                                 | 3F | 3E    | 3C    | 3B    |       |
|                                                   | B                                                 |                                                   | D                                                 | E                                                 | F                                                 | 3F | 3E    | 3D    | 3B    |       |
|                                                   |                                                   | C                                                 | D                                                 | E                                                 | F                                                 | 3F | 3E    | 3D    | 3C    |       |